# マイペース二等兵
マイペース二等兵 (Gomer Pyle, U.S.M.C.) は、アメリカ合衆国のシチュエーション・コメディ。1964年9月25日から1969年5月2日までCBSで放送された。本作はメイベリー110番 (The Andy Griffith Show) のスピンオフ作品である。パイロット版はメイベリー110番の最終シーズン、1964年5月19日に放送された。番組は5シーズン、全150エピソードが制作された。DVDは2006年にCBSホーム・エンターティメント（パラマウント配給）から発売され、最終シーズンは2008年11月にリリースされた。
シリーズはアーロン・ルーベン、シェルドン・レナード、ロナルド・ジェイコブズによって制作された。撮影はカリフォルニア州（当初のセットはノースカロライナ州）で行われ、ジム・ネイバースが主人公のゴーマー・パイルを演じた。ゴーマー・パイルはノースカロライナ州の架空の町、メイベリーのガソリンスタンドで働く気立ての良い男で、彼がアメリカ海兵隊に入隊することから物語は始まる。フランク・サットンがゴーマーの上官、ヴィンス・カーター一等軍曹を演じ、ロニー・シェルはゴーマーの友人、ギルバート「デューク」スレーターを演じた。アラン・メルヴィンは再シリーズでカーター軍曹のライバル、チャーリー・ハッカー軍曹を演じた。番組は海兵隊を描いた物にもかかわらず、当時進行中のベトナム戦争についての議論は決して行われず、ゴーマーとカーター軍曹の関係に焦点が合わされた。吹き替えはパイル二等兵を井出涼太が、カーター軍曹を内海賢二が演じた。番組は放送期間中高い視聴率を維持した。

## 日本での放送
日本では1965年8月から1966年3月までTBS系列で放送された。放送時間（JST）は毎週水曜18:15 - 18:45。
その後、ゴーマーの一等兵時代を『アイアム一等兵』と題し、1966年11月18日から1967年9月29日まで同局の毎週金曜19:00 - 19:30（JST）に放送した。

## 注
1. ↑  The show (and CBS) renders the title as Gomer Pyle - USMC.